# قدیر قائدی
قدیر قائدی (انگلیسی: Kadir Caidi؛ زادهٔ ۱۷ ژوئیهٔ ۱۹۹۰) بازیکن فوتبال اهل ایتالیا است.
از باشگاه‌هایی که در آن بازی کرده‌است می‌توان به باشگاه فوتبال بولونیا و باشگاه فوتبال چزنا اشاره کرد.
وی همچنین در تیم ملی فوتبال زیر ۲۰ سال ایتالیا بازی کرده‌است.